# Pleuroprucha
Pleuroprucha là một chi bướm đêm thuộc họ Geometridae.

## Các loài
- Pleuroprucha insulsaria (Guenée, 1857)
- Pleuroprucha asthenaria (Walker, 1861)